# Datiscaceae

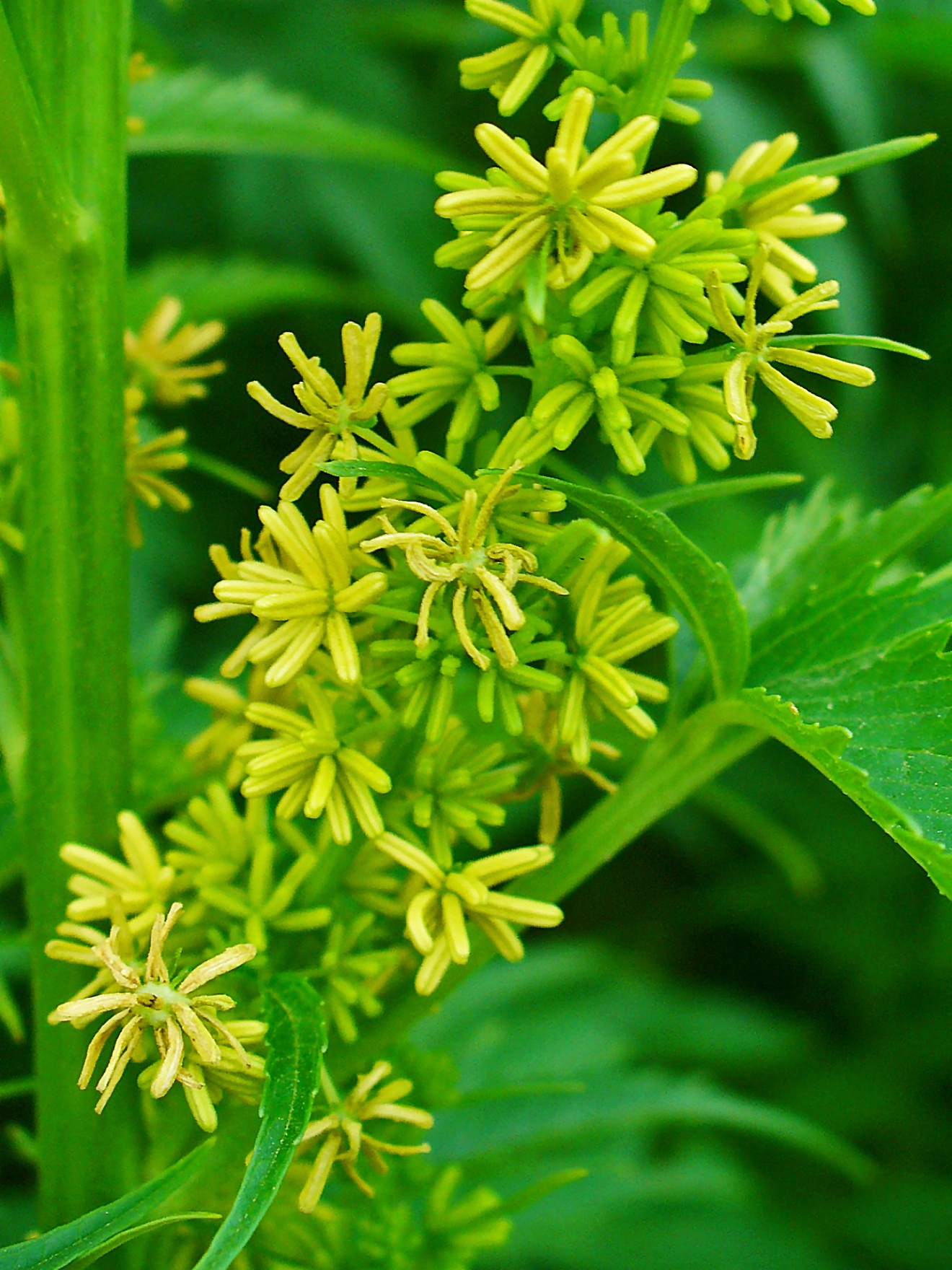
Inflorescência masculinas de Datisca cannabina.

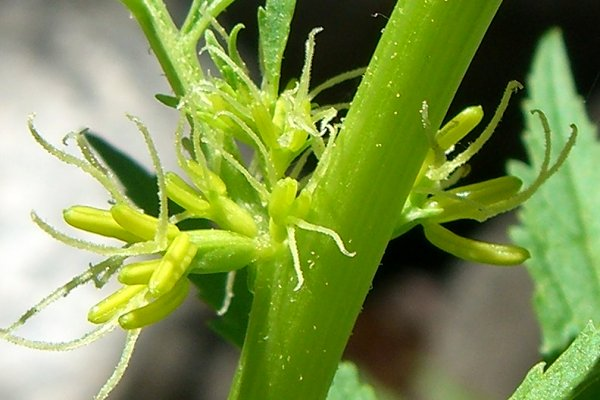
Flores de Datisca glomerata.

Datiscaceae é uma família monotípica de plantas com flor, pertencente à ordem Cucurbitales, cujo único género é Datisca. O género tem distribuição disjunta, com apenas duas espécies, uma nas regiões áridas da América do Norte e outras nas regiões secas do Mediterrâneo Oriental e da Ásia central.

## Descrição
Na sua presente circunscrição taxonómica a família Datiscaceae é um táxon monotípico tendo Datisca como único género. Dois outros géneros, Octomeles e Tetrameles, estão agora integrados na família Tetramelaceae.

### Morfologia
Os membros do género Datisca, o único da família, com 2-3 espécies, grandes ervas perenes dioicas, crescendo até aos 2 metros de altura, glabras, com folhas imparipinadas de filotaxia alternada. São plantas formadoras de nódulos radiculares, capazes de formar simbiose com bactérias diazotróficas do género Frankia. São as únicas espécies actinorrízicas não lenhosas não pertencentes às leguminosas que hospedam bactérias fixadoras de azoto atmosférico nas suas raízes.
São morfologicamente parecidas com as plantas de canábis, especialmente Datisca cannabina, daí o epíteto específico. As partes verdes do caule da planta são maioritariamente ocas. As folhas tem lâmina foliar imparipinada, com as margens das folhas e dos folíolos serrilhadas. Os estômatos são anomocíticos. Estas espécies não têm estípulas foliares.
Flores em rácemos terminais ou axilares, inseridas em ramos longos e frondosos, que incluem estruturas racemosas misturadas com flores simples. Datisca cannabina é uma espécie dióica, coma as flores de cada sexo em plantas separadas. Por seu lado, Datisca glomerata é uma espécie androdióica. As flores de ambas as espécies são apétalas (as pétalas estão substituídas por tépalas))
As flores masculinas com cálice dividido em 3-4 (-5) lóbulos desiguais, pétalas ausentes. Os estames são 8-12 (-25), com filamentos curtos, todos férteis, com anteras de duas tecas, membranosas, de deiscência longitudinal. As flores hermafroditas têm três a oito sépalas e três a cinco estames curtos, livres e férteis, com o ovário similar ao das flores femininas.
As flores femininas com cálice 3-8 sépalas, lobulado; pétalas ausentes; gineceu é ínfero, 3-4 (-5)-sincárpico (carpelos fundidos), com 3-4 (-5) lóculos com múltiplos (30-100) óvulos anátropos, bitégmicos, tenuinucelados, de placentação parietal.
A polinização é feita pelo vento (são plantas anemófilas). O número cromossómico básico é x = 11
Estas plantas são ricas em flavonoides, nomeadamente kaempferol e quercetina.
O fruto é uma cápsula coreácea pedicelada, longa, estreitamente oblonga, colgante, com 3-4 nervuras (-5), com abertura na parte superior entre os estiletes. Sementes numerosas (de 30 a mais de 100), diminutas, quase sempre sem endosperma ou com endosperma escasso (exalbuminosas). O embrião é recto e bem desenvolvido, porém pequeno, e apresenta dois cotilédones oleosos.

### Usos
A espécie Datisca cannabina foi utilizada em tempos históricos como fonte de um corante usado em tingimento de sedas, produzindo uma cor amarela brilhante. Esta mesma espécie produz fibras vegetais semelhantes ao cânhamo, podendo ser usada na indústria têxtil.
Ambas as espécies de Datisca, mas especialmente as plantas femininas de Datisca cannabina, são por vezes utilizadas como ornamentais em jardins das regiões subtropicais, especialmente quando se pretende composições pouco exigentes em rega.

## Filogenia e sistemática
A família Datiscaceae foi descrita por Barthélemy Charles Joseph Dumortier e publicado na sua obra Analyse des Familles de Plantes 13, 14. 1829.

### Filogenia
Aceitando o posicionamento da família estabelecido no sistema APG IV (2016), a aplicação das técnicas da filogenética molecular sugere as seguintes relações entre as Datiscaceae e as restantes famílias que integram a ordem Cucurbitales:
|  | Corynocarpaceae |
|  |                 |
|  | Coriariaceae    |
|  |                 |

|  | Tetramelaceae                                               |
|  |                                                             |
|  | \| \| Datiscaceae \| \| \| \| \| \| Begoniaceae \| \| \| \| |
|  |                                                             |
|  | Datiscaceae                                                 |
|  |                                                             |
|  | Begoniaceae                                                 |
|  |                                                             |

|  | Datiscaceae |
|  |             |
|  | Begoniaceae |
|  |             |

|  | Tetramelaceae                                               |
|  |                                                             |
|  | \| \| Datiscaceae \| \| \| \| \| \| Begoniaceae \| \| \| \| |
|  |                                                             |
|  | Datiscaceae                                                 |
|  |                                                             |
|  | Begoniaceae                                                 |
|  |                                                             |

|  | Datiscaceae |
|  |             |
|  | Begoniaceae |
|  |             |

|  | Corynocarpaceae |
|  |                 |
|  | Coriariaceae    |
|  |                 |

|  | Tetramelaceae                                               |
|  |                                                             |
|  | \| \| Datiscaceae \| \| \| \| \| \| Begoniaceae \| \| \| \| |
|  |                                                             |
|  | Datiscaceae                                                 |
|  |                                                             |
|  | Begoniaceae                                                 |
|  |                                                             |

|  | Datiscaceae |
|  |             |
|  | Begoniaceae |
|  |             |

|  | Tetramelaceae                                               |
|  |                                                             |
|  | \| \| Datiscaceae \| \| \| \| \| \| Begoniaceae \| \| \| \| |
|  |                                                             |
|  | Datiscaceae                                                 |
|  |                                                             |
|  | Begoniaceae                                                 |
|  |                                                             |

|  | Datiscaceae |
|  |             |
|  | Begoniaceae |
|  |             |

|  | Corynocarpaceae |
|  |                 |
|  | Coriariaceae    |
|  |                 |

|  | Tetramelaceae                                               |
|  |                                                             |
|  | \| \| Datiscaceae \| \| \| \| \| \| Begoniaceae \| \| \| \| |
|  |                                                             |
|  | Datiscaceae                                                 |
|  |                                                             |
|  | Begoniaceae                                                 |
|  |                                                             |

|  | Datiscaceae |
|  |             |
|  | Begoniaceae |
|  |             |

|  | Tetramelaceae                                               |
|  |                                                             |
|  | \| \| Datiscaceae \| \| \| \| \| \| Begoniaceae \| \| \| \| |
|  |                                                             |
|  | Datiscaceae                                                 |
|  |                                                             |
|  | Begoniaceae                                                 |
|  |                                                             |

|  | Datiscaceae |
|  |             |
|  | Begoniaceae |
|  |             |

|  | Corynocarpaceae |
|  |                 |
|  | Coriariaceae    |
|  |                 |

|  | Tetramelaceae                                               |
|  |                                                             |
|  | \| \| Datiscaceae \| \| \| \| \| \| Begoniaceae \| \| \| \| |
|  |                                                             |
|  | Datiscaceae                                                 |
|  |                                                             |
|  | Begoniaceae                                                 |
|  |                                                             |

|  | Datiscaceae |
|  |             |
|  | Begoniaceae |
|  |             |

|  | Tetramelaceae                                               |
|  |                                                             |
|  | \| \| Datiscaceae \| \| \| \| \| \| Begoniaceae \| \| \| \| |
|  |                                                             |
|  | Datiscaceae                                                 |
|  |                                                             |
|  | Begoniaceae                                                 |
|  |                                                             |

|  | Datiscaceae |
|  |             |
|  | Begoniaceae |
|  |             |

|  | Corynocarpaceae |
|  |                 |
|  | Coriariaceae    |
|  |                 |

|  | Tetramelaceae                                               |
|  |                                                             |
|  | \| \| Datiscaceae \| \| \| \| \| \| Begoniaceae \| \| \| \| |
|  |                                                             |
|  | Datiscaceae                                                 |
|  |                                                             |
|  | Begoniaceae                                                 |
|  |                                                             |

|  | Datiscaceae |
|  |             |
|  | Begoniaceae |
|  |             |

|  | Tetramelaceae                                               |
|  |                                                             |
|  | \| \| Datiscaceae \| \| \| \| \| \| Begoniaceae \| \| \| \| |
|  |                                                             |
|  | Datiscaceae                                                 |
|  |                                                             |
|  | Begoniaceae                                                 |
|  |                                                             |

|  | Datiscaceae |
|  |             |
|  | Begoniaceae |
|  |             |

|  | Corynocarpaceae |
|  |                 |
|  | Coriariaceae    |
|  |                 |

|  | Tetramelaceae                                               |
|  |                                                             |
|  | \| \| Datiscaceae \| \| \| \| \| \| Begoniaceae \| \| \| \| |
|  |                                                             |
|  | Datiscaceae                                                 |
|  |                                                             |
|  | Begoniaceae                                                 |
|  |                                                             |

|  | Datiscaceae |
|  |             |
|  | Begoniaceae |
|  |             |

|  | Tetramelaceae                                               |
|  |                                                             |
|  | \| \| Datiscaceae \| \| \| \| \| \| Begoniaceae \| \| \| \| |
|  |                                                             |
|  | Datiscaceae                                                 |
|  |                                                             |
|  | Begoniaceae                                                 |
|  |                                                             |

|  | Datiscaceae |
|  |             |
|  | Begoniaceae |
|  |             |

|  | Corynocarpaceae |
|  |                 |
|  | Coriariaceae    |
|  |                 |

|  | Tetramelaceae                                               |
|  |                                                             |
|  | \| \| Datiscaceae \| \| \| \| \| \| Begoniaceae \| \| \| \| |
|  |                                                             |
|  | Datiscaceae                                                 |
|  |                                                             |
|  | Begoniaceae                                                 |
|  |                                                             |

|  | Datiscaceae |
|  |             |
|  | Begoniaceae |
|  |             |

|  | Tetramelaceae                                               |
|  |                                                             |
|  | \| \| Datiscaceae \| \| \| \| \| \| Begoniaceae \| \| \| \| |
|  |                                                             |
|  | Datiscaceae                                                 |
|  |                                                             |
|  | Begoniaceae                                                 |
|  |                                                             |

|  | Datiscaceae |
|  |             |
|  | Begoniaceae |
|  |             |

|  | Corynocarpaceae |
|  |                 |
|  | Coriariaceae    |
|  |                 |

|  | Tetramelaceae                                               |
|  |                                                             |
|  | \| \| Datiscaceae \| \| \| \| \| \| Begoniaceae \| \| \| \| |
|  |                                                             |
|  | Datiscaceae                                                 |
|  |                                                             |
|  | Begoniaceae                                                 |
|  |                                                             |

|  | Datiscaceae |
|  |             |
|  | Begoniaceae |
|  |             |

|  | Tetramelaceae                                               |
|  |                                                             |
|  | \| \| Datiscaceae \| \| \| \| \| \| Begoniaceae \| \| \| \| |
|  |                                                             |
|  | Datiscaceae                                                 |
|  |                                                             |
|  | Begoniaceae                                                 |
|  |                                                             |

|  | Datiscaceae |
|  |             |
|  | Begoniaceae |
|  |             |

|  | Corynocarpaceae |
|  |                 |
|  | Coriariaceae    |
|  |                 |

|  | Tetramelaceae                                               |
|  |                                                             |
|  | \| \| Datiscaceae \| \| \| \| \| \| Begoniaceae \| \| \| \| |
|  |                                                             |
|  | Datiscaceae                                                 |
|  |                                                             |
|  | Begoniaceae                                                 |
|  |                                                             |

|  | Datiscaceae |
|  |             |
|  | Begoniaceae |
|  |             |

|  | Tetramelaceae                                               |
|  |                                                             |
|  | \| \| Datiscaceae \| \| \| \| \| \| Begoniaceae \| \| \| \| |
|  |                                                             |
|  | Datiscaceae                                                 |
|  |                                                             |
|  | Begoniaceae                                                 |
|  |                                                             |

|  | Datiscaceae |
|  |             |
|  | Begoniaceae |
|  |             |

|  | Corynocarpaceae |
|  |                 |
|  | Coriariaceae    |
|  |                 |

|  | Tetramelaceae                                               |
|  |                                                             |
|  | \| \| Datiscaceae \| \| \| \| \| \| Begoniaceae \| \| \| \| |
|  |                                                             |
|  | Datiscaceae                                                 |
|  |                                                             |
|  | Begoniaceae                                                 |
|  |                                                             |

|  | Datiscaceae |
|  |             |
|  | Begoniaceae |
|  |             |

|  | Tetramelaceae                                               |
|  |                                                             |
|  | \| \| Datiscaceae \| \| \| \| \| \| Begoniaceae \| \| \| \| |
|  |                                                             |
|  | Datiscaceae                                                 |
|  |                                                             |
|  | Begoniaceae                                                 |
|  |                                                             |

|  | Datiscaceae |
|  |             |
|  | Begoniaceae |
|  |             |

|  | Corynocarpaceae |
|  |                 |
|  | Coriariaceae    |
|  |                 |

|  | Tetramelaceae                                               |
|  |                                                             |
|  | \| \| Datiscaceae \| \| \| \| \| \| Begoniaceae \| \| \| \| |
|  |                                                             |
|  | Datiscaceae                                                 |
|  |                                                             |
|  | Begoniaceae                                                 |
|  |                                                             |

|  | Datiscaceae |
|  |             |
|  | Begoniaceae |
|  |             |

|  | Tetramelaceae                                               |
|  |                                                             |
|  | \| \| Datiscaceae \| \| \| \| \| \| Begoniaceae \| \| \| \| |
|  |                                                             |
|  | Datiscaceae                                                 |
|  |                                                             |
|  | Begoniaceae                                                 |
|  |                                                             |

|  | Datiscaceae |
|  |             |
|  | Begoniaceae |
|  |             |

|  | Corynocarpaceae |
|  |                 |
|  | Coriariaceae    |
|  |                 |

|  | Tetramelaceae                                               |
|  |                                                             |
|  | \| \| Datiscaceae \| \| \| \| \| \| Begoniaceae \| \| \| \| |
|  |                                                             |
|  | Datiscaceae                                                 |
|  |                                                             |
|  | Begoniaceae                                                 |
|  |                                                             |

|  | Datiscaceae |
|  |             |
|  | Begoniaceae |
|  |             |

|  | Tetramelaceae                                               |
|  |                                                             |
|  | \| \| Datiscaceae \| \| \| \| \| \| Begoniaceae \| \| \| \| |
|  |                                                             |
|  | Datiscaceae                                                 |
|  |                                                             |
|  | Begoniaceae                                                 |
|  |                                                             |

|  | Datiscaceae |
|  |             |
|  | Begoniaceae |
|  |             |

|  | Corynocarpaceae |
|  |                 |
|  | Coriariaceae    |
|  |                 |

|  | Tetramelaceae                                               |
|  |                                                             |
|  | \| \| Datiscaceae \| \| \| \| \| \| Begoniaceae \| \| \| \| |
|  |                                                             |
|  | Datiscaceae                                                 |
|  |                                                             |
|  | Begoniaceae                                                 |
|  |                                                             |

|  | Datiscaceae |
|  |             |
|  | Begoniaceae |
|  |             |

|  | Tetramelaceae                                               |
|  |                                                             |
|  | \| \| Datiscaceae \| \| \| \| \| \| Begoniaceae \| \| \| \| |
|  |                                                             |
|  | Datiscaceae                                                 |
|  |                                                             |
|  | Begoniaceae                                                 |
|  |                                                             |

|  | Datiscaceae |
|  |             |
|  | Begoniaceae |
|  |             |

|  | Corynocarpaceae |
|  |                 |
|  | Coriariaceae    |
|  |                 |

|  | Tetramelaceae                                               |
|  |                                                             |
|  | \| \| Datiscaceae \| \| \| \| \| \| Begoniaceae \| \| \| \| |
|  |                                                             |
|  | Datiscaceae                                                 |
|  |                                                             |
|  | Begoniaceae                                                 |
|  |                                                             |

|  | Datiscaceae |
|  |             |
|  | Begoniaceae |
|  |             |

|  | Tetramelaceae                                               |
|  |                                                             |
|  | \| \| Datiscaceae \| \| \| \| \| \| Begoniaceae \| \| \| \| |
|  |                                                             |
|  | Datiscaceae                                                 |
|  |                                                             |
|  | Begoniaceae                                                 |
|  |                                                             |

|  | Datiscaceae |
|  |             |
|  | Begoniaceae |
|  |             |

|  | Corynocarpaceae |
|  |                 |
|  | Coriariaceae    |
|  |                 |

|  | Tetramelaceae                                               |
|  |                                                             |
|  | \| \| Datiscaceae \| \| \| \| \| \| Begoniaceae \| \| \| \| |
|  |                                                             |
|  | Datiscaceae                                                 |
|  |                                                             |
|  | Begoniaceae                                                 |
|  |                                                             |

|  | Datiscaceae |
|  |             |
|  | Begoniaceae |
|  |             |

|  | Tetramelaceae                                               |
|  |                                                             |
|  | \| \| Datiscaceae \| \| \| \| \| \| Begoniaceae \| \| \| \| |
|  |                                                             |
|  | Datiscaceae                                                 |
|  |                                                             |
|  | Begoniaceae                                                 |
|  |                                                             |

|  | Datiscaceae |
|  |             |
|  | Begoniaceae |
|  |             |

|  | Corynocarpaceae |
|  |                 |
|  | Coriariaceae    |
|  |                 |

|  | Tetramelaceae                                               |
|  |                                                             |
|  | \| \| Datiscaceae \| \| \| \| \| \| Begoniaceae \| \| \| \| |
|  |                                                             |
|  | Datiscaceae                                                 |
|  |                                                             |
|  | Begoniaceae                                                 |
|  |                                                             |

|  | Datiscaceae |
|  |             |
|  | Begoniaceae |
|  |             |

|  | Tetramelaceae                                               |
|  |                                                             |
|  | \| \| Datiscaceae \| \| \| \| \| \| Begoniaceae \| \| \| \| |
|  |                                                             |
|  | Datiscaceae                                                 |
|  |                                                             |
|  | Begoniaceae                                                 |
|  |                                                             |

|  | Datiscaceae |
|  |             |
|  | Begoniaceae |
|  |             |

Como é patente no cladograma acima, a família Datiscaceae é o grupo irmão da família Begoniaceae no contexto das Cucurbitales.

### Sistemática
O género Datisca contém 2-3 espécies, 1-2 da Ásia e uma da América do Norte.
A espécie Datisca cannabina (conhecida por cânhamo-bastardo) ocorre em Creta e na Turquia, estando estreitamente relacionada com Datisca nepalensis encontrada nos Himalaias, razão pela qual é frequentemente incluída em D. cannabina. Cresce até aos 2,0 m de altura, e de maio a agosto produz pequenas flores verde-amareladas. Esta espécie é estritamente dioica, com flores masculinas e femininas em plantas diferentes. É cultivada como planta ornamental, usada para produzir um laxante e para extrair um corante amarelo usado para tingimento.
A espécie norte-americana Datisca glomerata é nativa da Califórnia, Nevada e México. A espécie é dioica, embora algumas plantas femininas possam produzir também por vezes flores masculinas.
O grupo compreende duas espécies, classificadas no género Datisca:
- Datisca glomerata, nativa das zonas áridas da América do Norte;
- Datisca cannabina, nativa das regiões secas do Médio Oriente e Ásia Central.

A mais recente classificação da família considera assim que género Datisca e, portanto, também na família das Datiscaceae, existem apenas duas espécies:
- Datisca cannabina L. (incluindo Datisca nepalensis D.Don): com folhas pinadas de 15 a 30 cm de comprimento, com cinco a onze folíolos com 2,5 a 4 cm de comprimento, com margens dentadas. A região de distribuição natural desta espécie estende-se das costas do Mediterrâneo oriental (Creta, Turquia e Líbano) ao norte do Irão e aos Himalaias, e do Cazaquistão ao Nepal, incluindo o Afeganistão, oeste do Paquistão e oeste da China. As plantas femininas são especialmente decorativas, sendo plantadas como uma rara planta ornamental.
- Datisca glomerata   (C.Presl) Baillon: é comum no oeste da América do Norte, na regiões áridas da Califórnia e Nevada.

## Galeria

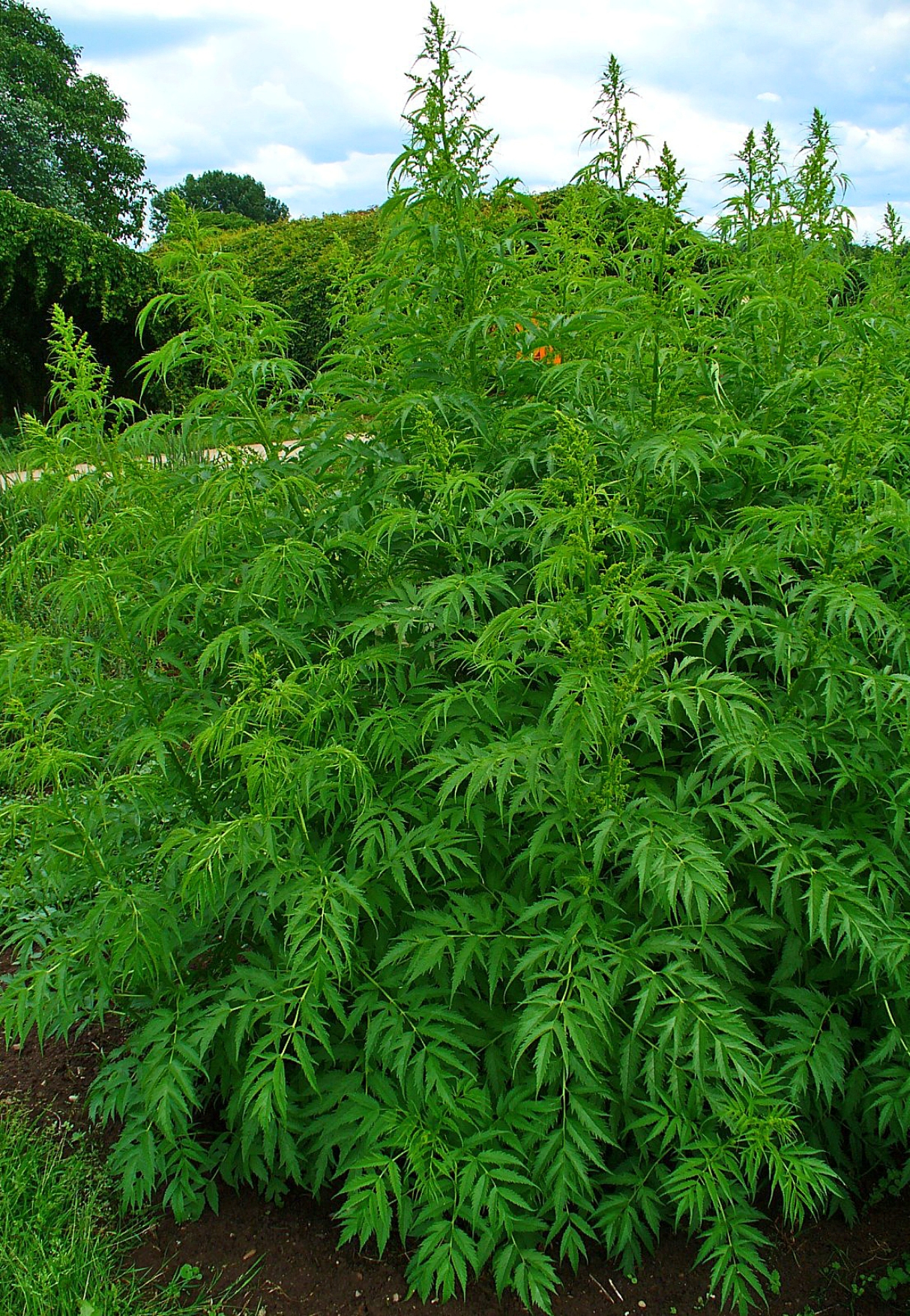
Datisca cannabina (hábito).
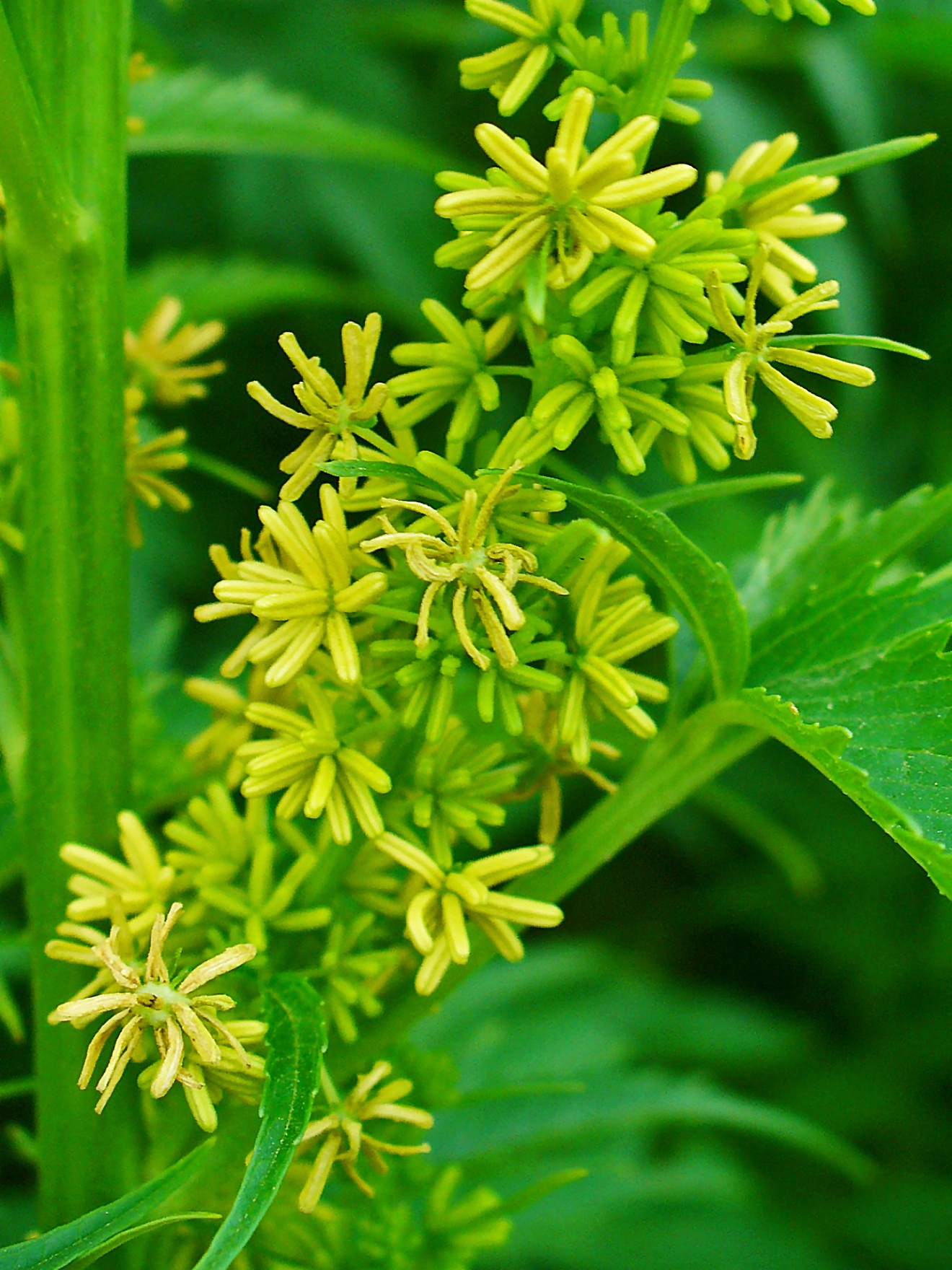
Datisca cannabina (reflorescência).
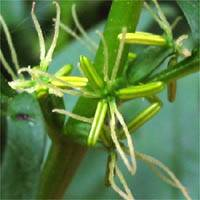
Datisca glomerata.
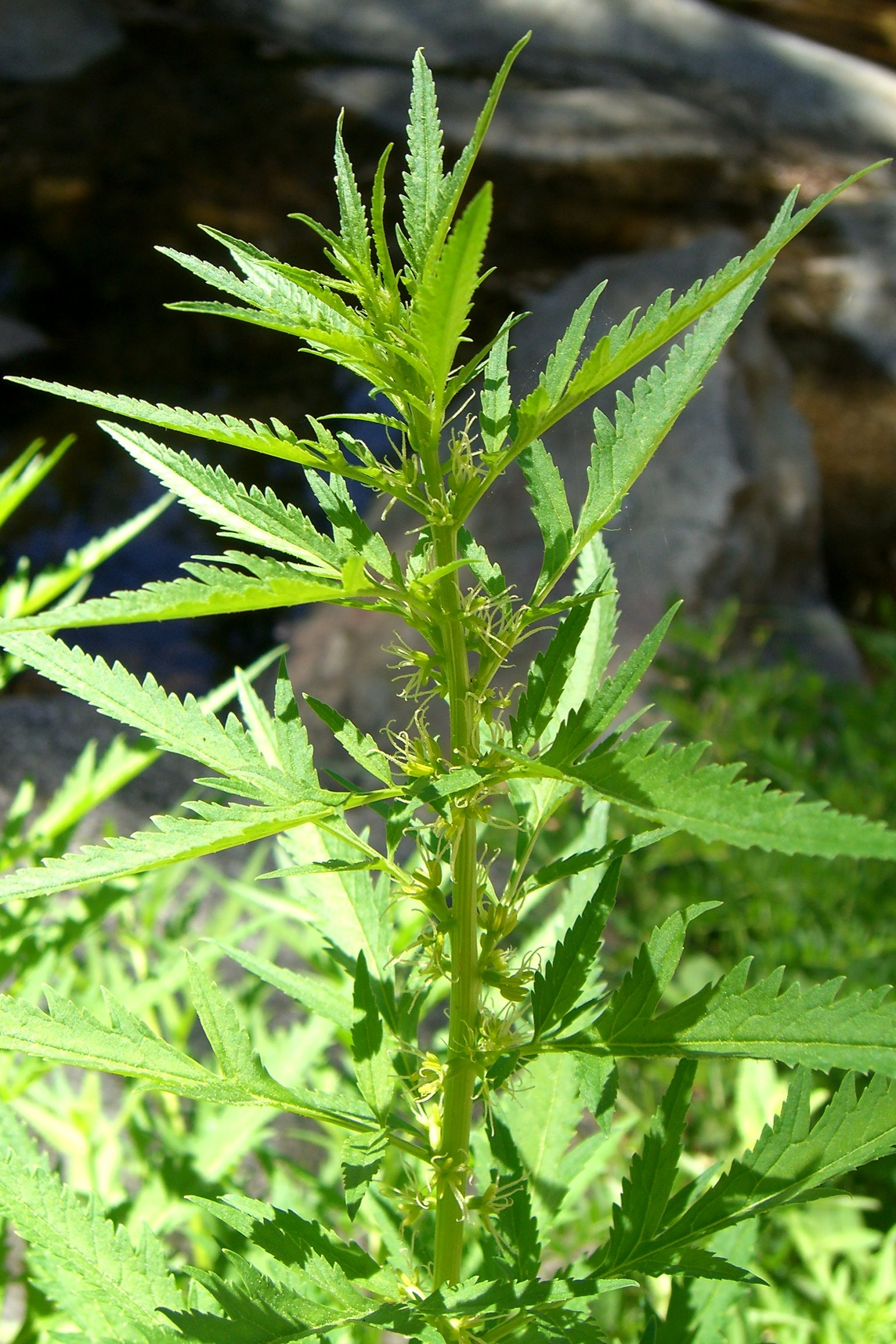
Datisca glomerata.
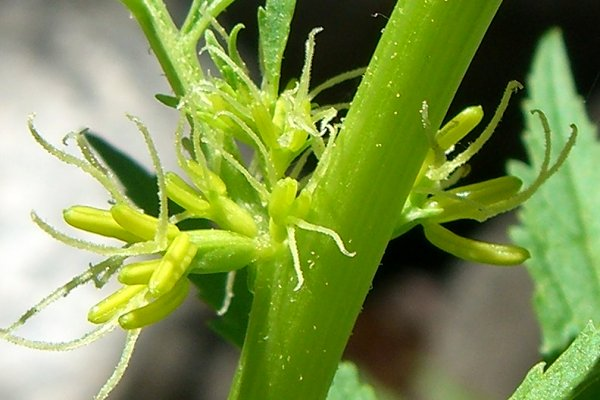
Datisca glomerata.

## Classificação do lineano do género
| Sistema | Classificação                   | Referência               |
| ------- | ------------------------------- | ------------------------ |
| Linné   | Classe Dioecia, ordem Decandria | Species plantarum (1753) |